# Ecpyrrhorrhoe rosisquama
Ecpyrrhorrhoe rosisquama is een vlinder uit de familie van de grasmotten (Crambidae), uit de onderfamilie van de Pyraustinae. De wetenschappelijke naam van deze soort is voor het eerst voorgesteld door Dandan Zhang en Lanbin Xiang in een publicatie uit 2022.
De soort komt voor in China (Yunnan).